# 望月秀次郎
望月 秀次郎（もちづき ひでじろう、1945年12月6日 - ）は、日本の政治家。山梨県の元富沢町長および元南部町長である。

## 経歴
1945年、山梨県富河村（その後富沢町を経て現在の南部町）に生まれる。都立荻窪高等学校、成城大学を卒業したのち民間企業、富河郵便局長を経て1993年に富沢町長に就任。町の財政が苦しい中役場新築や旧役場を図書館にするなど工夫を凝らした町政を3期にわたり行なっていた。旧南部町との合併協議会では副会長を務め、2003年に合併した直後は町長職務執行者に就任する。その後旧南部町長であった小沢介三が初代町長に就任すると町助役を4年間勤めた。
2007年、小沢町長の引退により町長選挙に立候補。旧南部町出身の町会議員も出馬を表明したことから合併後の南部町では初めての町長選挙に突入した。途中から小沢町長の支持を受けた元町議は「旧南部町域から町長を」と人口が多い旧南部町からの取り込みに集中させた一方、望月前助役は「町は一つ」と町全域からの支持を取り込む選挙戦を見せた。その結果、当初は元町議が優勢にみられた選挙戦も町の分裂を嫌う旧南部町域の有権者の切り崩しに成功し、当選した。
南部町長では町内3中学校の統合や南部町営バスの料金見直し、町の財政再建、光ファイバー網による市町村防災行政無線の導入およびFTTHによる町内デジタル網の整備を行なった。2011年の町長選挙には不出馬を表明し、引退。
| 1代 小沢介三 | 南部町 (山梨県)長 2代：2007.4.13 - 2011.4.12 | 3代 佐野和広 |